# Mecka Lind
Mecka Lind (Lund, 1942) is Zweedse schrijfster.
Eerst werkte ze als freelancer voor tijdschriften, radio en televisie. Inmiddels is ze fulltime schrijfster. Ze schrijft het liefst over gevoelens en relaties tussen kinderen onderling en tussen kinderen en hun ouders.
Mecka gaat vaak langs scholen en bibliotheken. Ze vertelt er de kinderen over het schrijversvak en over hoe ze van een idee een boek maakt. Soms vraagt ze de kinderen zelfs om ideeën voor nieuwe verhalen. Naast haar werk als schrijver geeft Mecka ook schrijf-workshops voor kinderen.
In 1989 schreef Mecka Lind Soms is de wereld van mij, het verhaal van een zwerfjongere.
In 1992 is het in Zweden bekroond als het beste jeugdboek en in 1996 verscheen het in het Nederlands. Het was haar eerste boek dat in het Nederlands werd vertaald.
In 1992 ontving ze de "Buxtehuder Bulle" voor haar boek Manchmal gehört mir die ganze Welt.
- Biblioteca Nacional de España: XX1000373
- Gemeinsame Normdatei: 122001931
- International Standard Name Identifier: 0000 0000 3340 0562
- Library of Congress Control Number: n91102509
- Nationale Bibliotheek van Tsjechië: mub2013783015
- Nederlandse Thesaurus van Auteursnamen: 080097545
- Virtual International Authority File: 40249536
- WorldCat: E39PBJd3MdjypBYXCfXCxRmrv3